# میلبرولانگ
میلبرولانگ (به انگلیسی: Milbrulong) یک شهرک در استرالیا است که در نیو ساوت ولز واقع شده‌است.